# جی‌بی مدل آر
جی‌بی مدل آر (به انگلیسی: Gee_Bee_Model_R) یک هواگرد ملخ‌پیشین تک‌موتوره از نوع Air racing ساخت شرکت Granville Brothers Aircraft است. هواگرد جی‌بی مدل آر نخستین پروازش را در ۱۳ اوت ۱۹۳۲ میلادی انجام داد. این هواگرد در سال ۱۹۳۲ میلادی رسماً معرفی گردید و در سال‌های ۱۹۳۲–۱۹۳۳ تولید شده‌است.
طراح این هواگرد، Howell W. "Pete" Miller, Zantford Granville بود.